# Serranova
Serranova is een plaats (frazione) in de Italiaanse gemeente Carovigno.